# Алсакяй
Алсакяй (лит. Alsakiai, пол. Ołsoki) — деревня в Тракайском старостве, в Тракайском районе Вильнюсского уезда Литвы. Располагается в семи километрах к западу от Тракая, на берегу озера Алсакис.
Упоминается ещё в XV веке в польской Хронике Длугоша. В августе 1915 года у деревни Олсоки разворачивались бои Первой мировой войны с участием Эриванского 13-го гренадерского полка; здесь был убит Георгиевский кавалер, подполковник Адальберт Сабель.

## Население
| 1905                           | 1931 | 1959 | 1970 | 1979 | 1989 | 2001 | 2011 |
| ------------------------------ | ---- | ---- | ---- | ---- | ---- | ---- | ---- |
| 54                             | 38   | 37   | 38   | 29   | 19   | 9    | 8    |
| Гистограмма динамики населения |      |      |      |      |      |      |      |